# Лозне (Волгоградська область)
Лозне (рос. Лозное) — село у Дубовському районі Волгоградської області Російської Федерації.
Населення становить 1356 осіб. Входить до складу муніципального утворення Лозновське сільське поселення.

## Історія
Село розташоване у межах українського історичного та культурного регіону Жовтий Клин.
Згідно із законом від 14 березня 2005 року № 1026-ОД органом місцевого самоврядування є Лозновське сільське поселення.

## Населення
1. Н/Д[3]